# Arenillas de San Pelayo

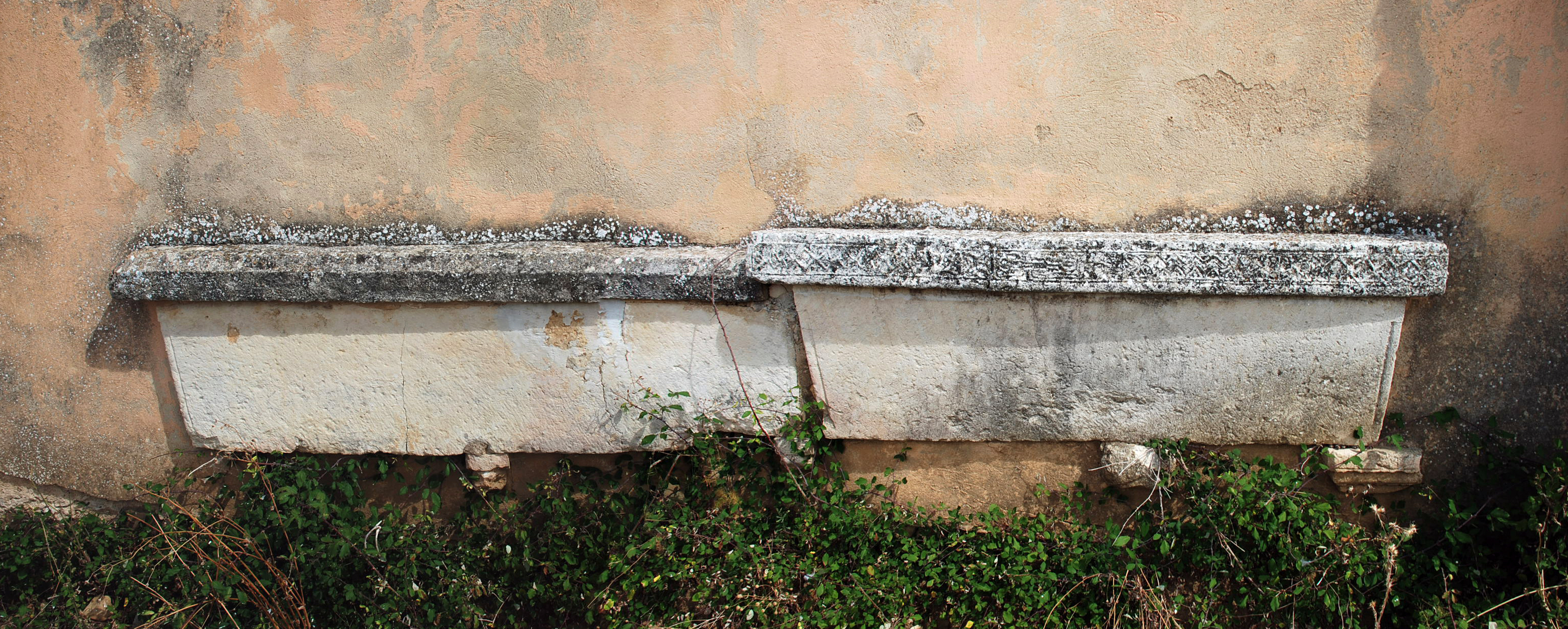
Sarcófagos previos a la construcción del templo románico actual, reutilizados en la construcción de la Abadía de San Pelayo.

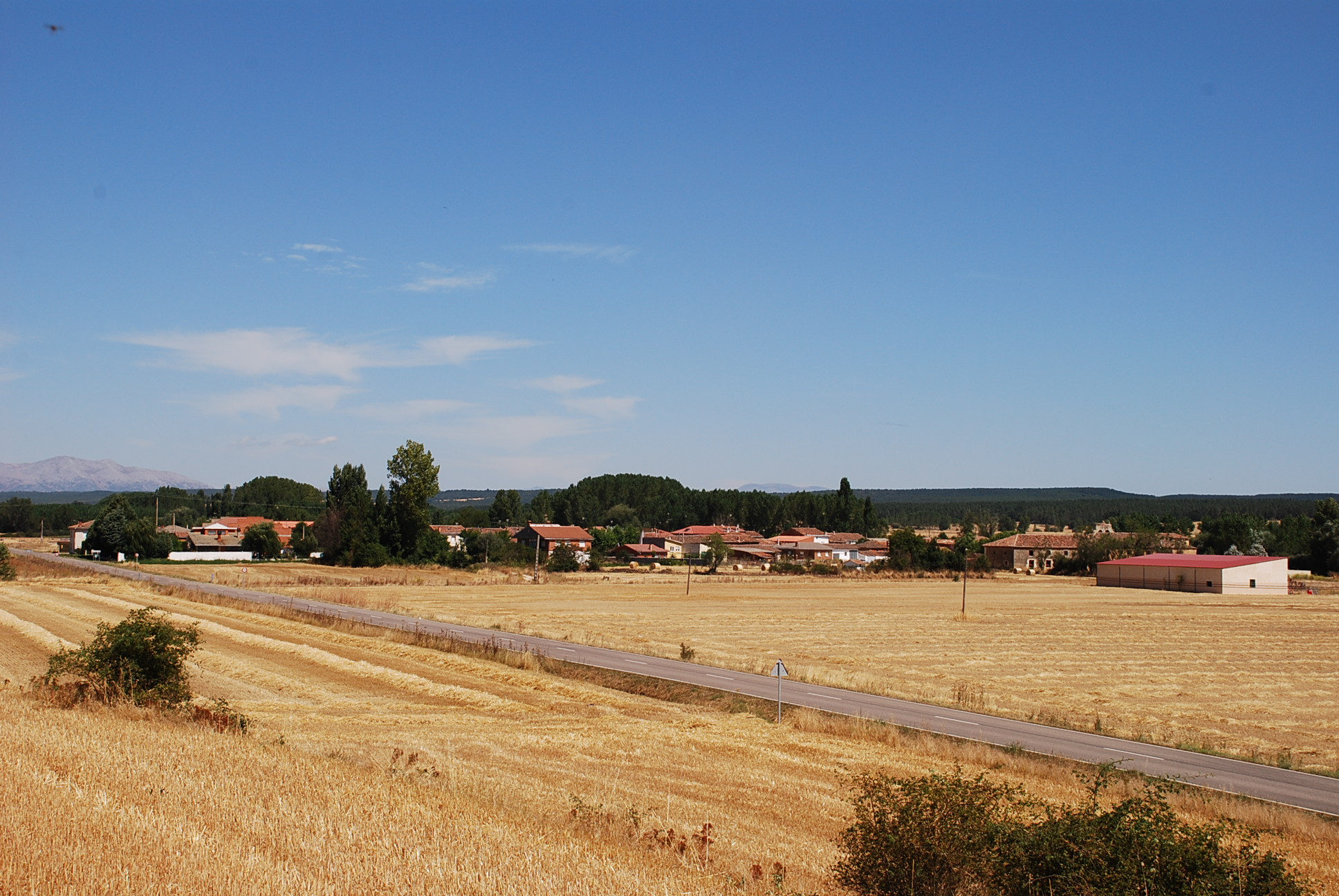
Vista del pueblo desde el Suroeste.

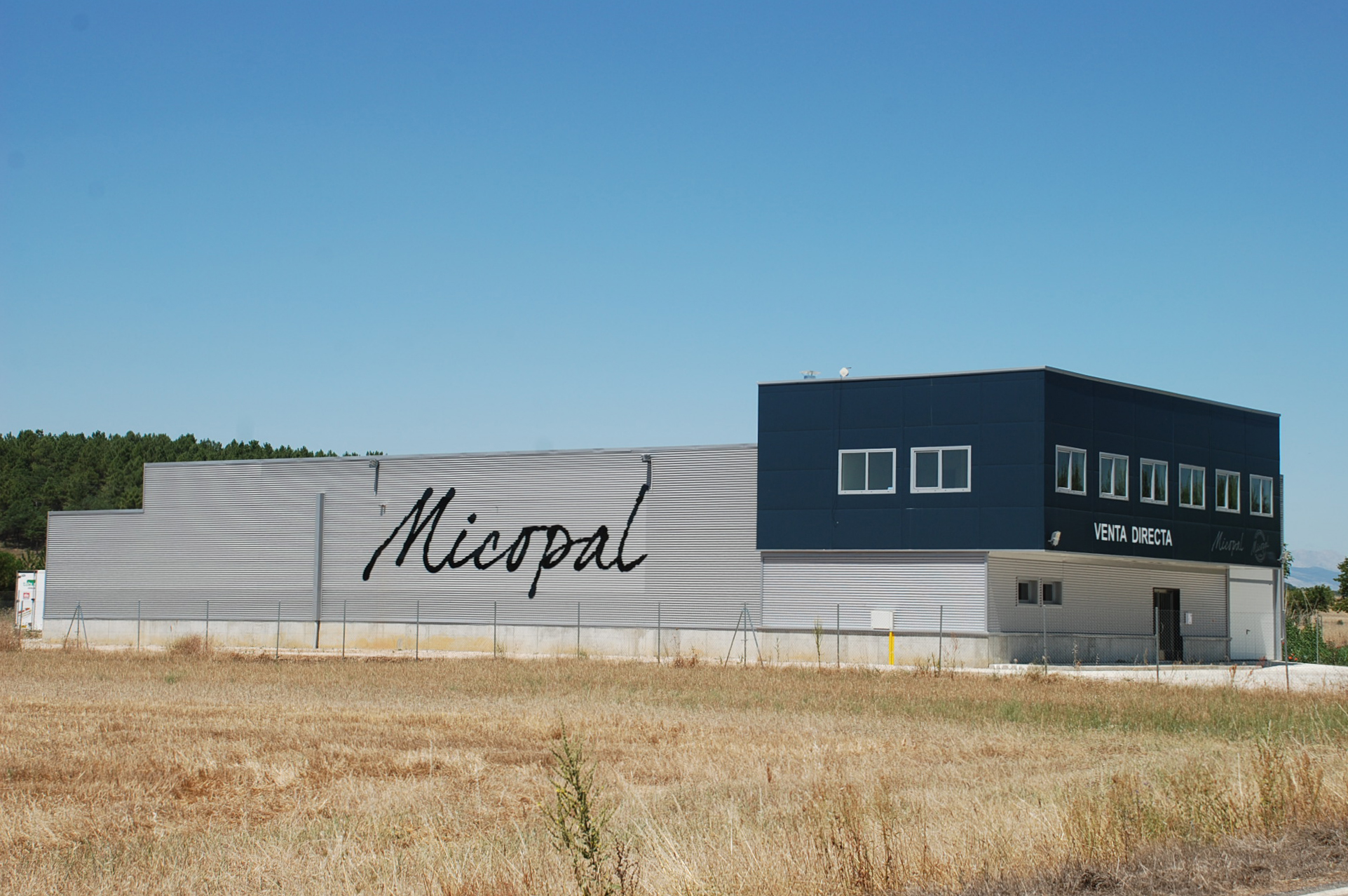
Factoría micológica en Arenillas de San Pelayo.

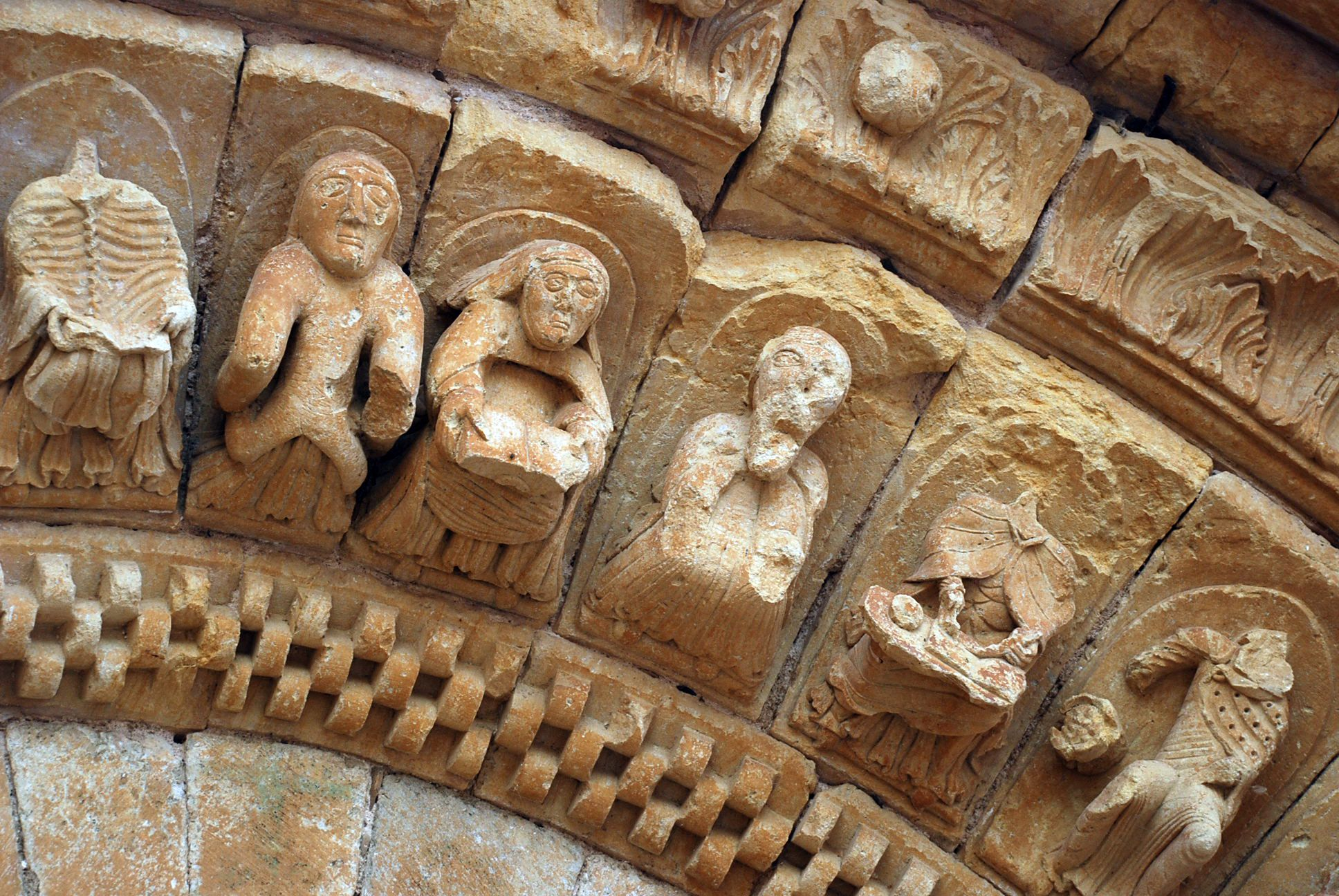
Detalle de la portada de la Abadía de San Pelayo.

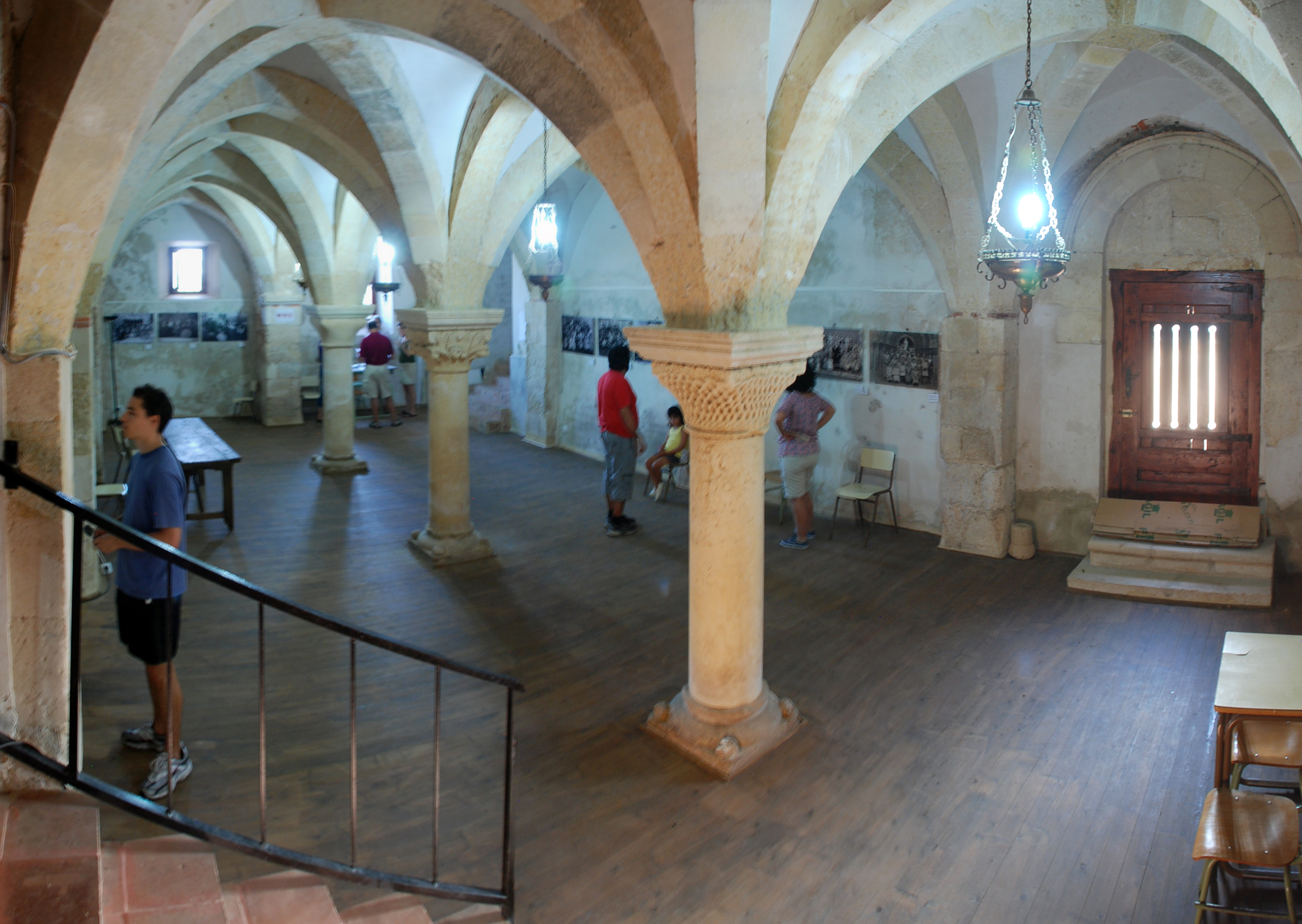
Sala Capitular de la Abadía de San Pelayo.

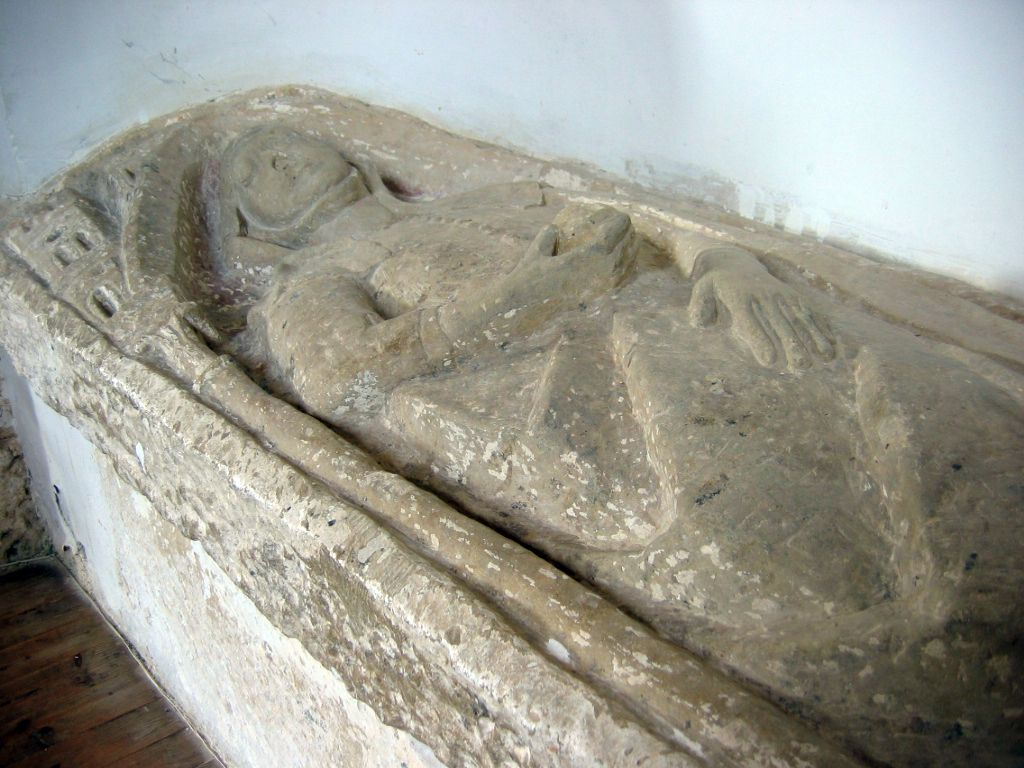
Tumba del en el interior de la Abadía, perteneciente a una dama emparentada con la familia de los fundadores de la misma.

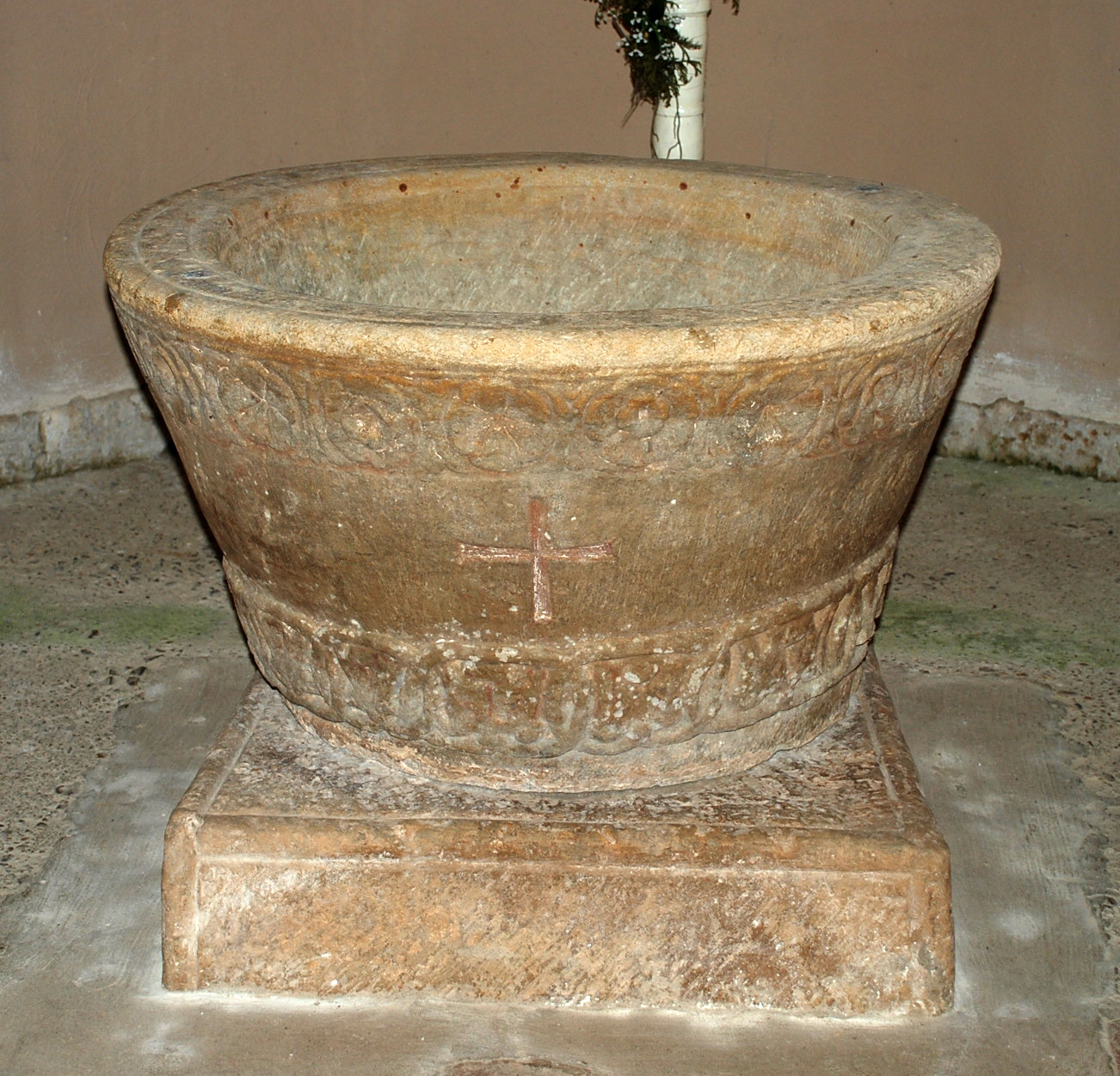
Pila bautismal en el interior de la Abadía.

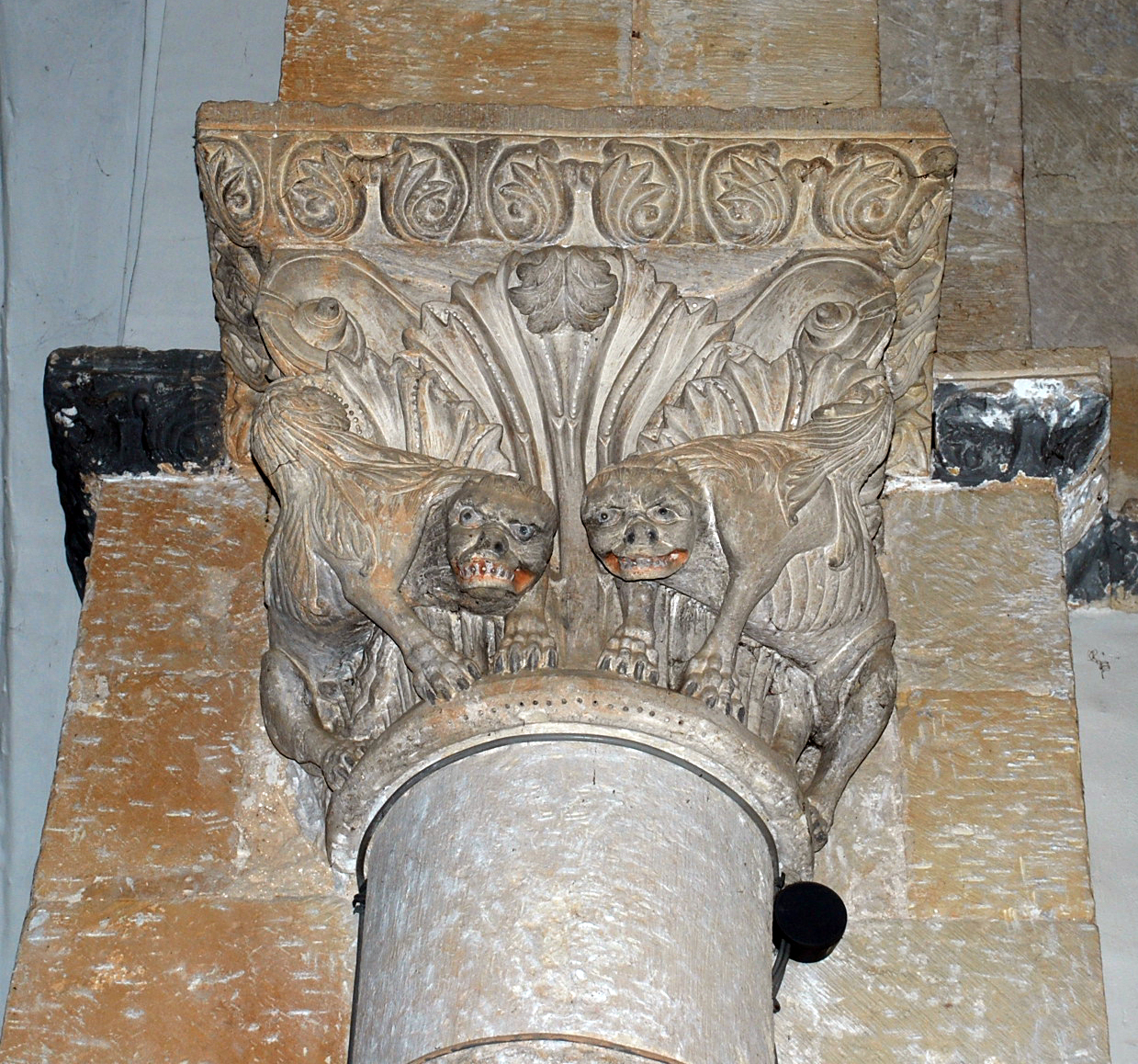
Capitel historiado con restos de policromía en el interior de la Abadía de San Pelayo.

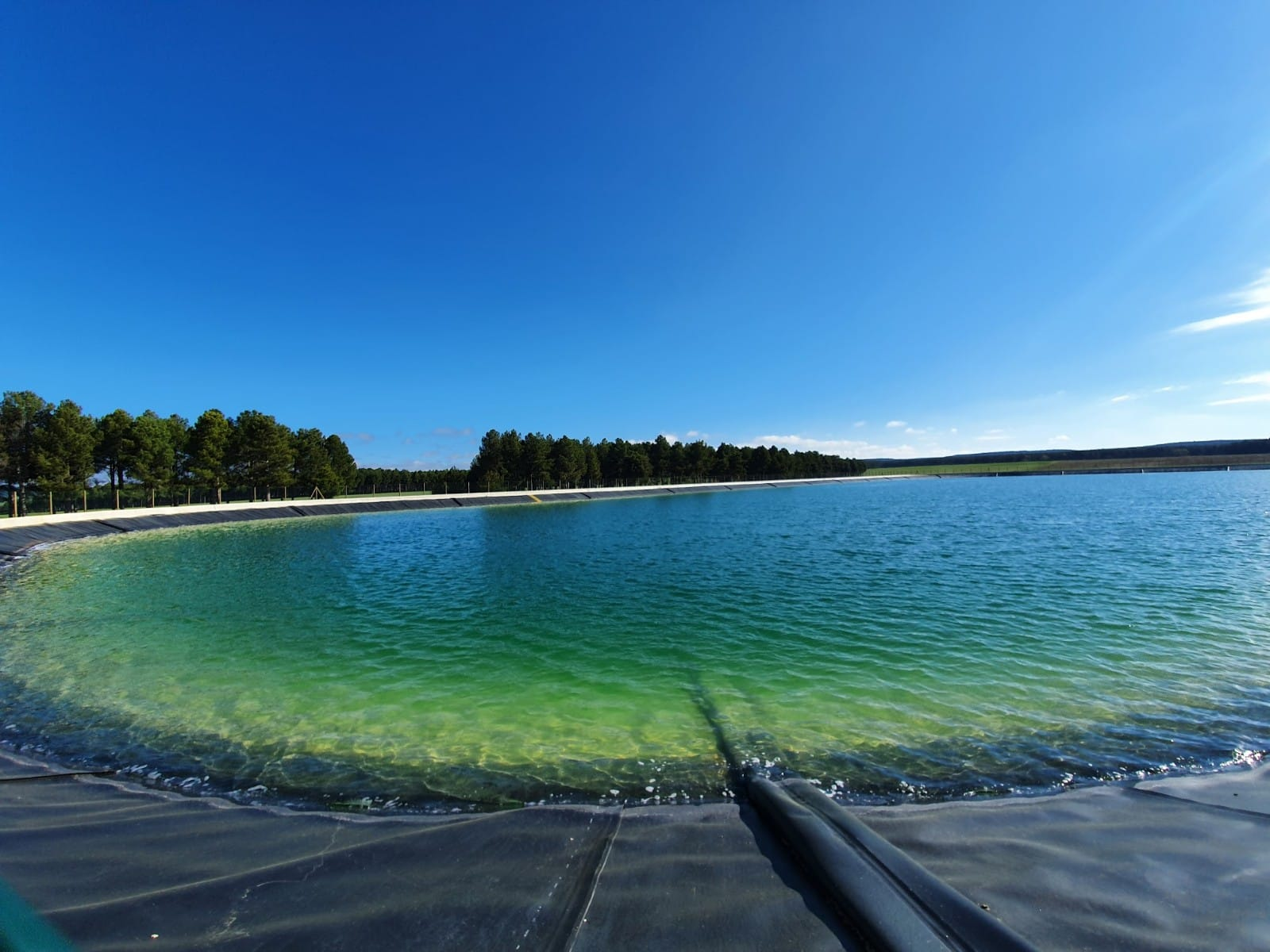
Balsa de riego de la Comunidad de Regantes de las Vegas del Bajo Valdavia en Arenillas de San Pelayo

Arenillas de San Pelayo es una localidad de la provincia de Palencia (Castilla y León, España) que pertenece al municipio de Buenavista de Valdavia.
Ubicada a los pies de la ruta Jacobea que unía San Vicente de la Barquera con Carrión de los Condes a través del Camino Real de la Valdavia.

## Geografía
Arenillas de San Pelayo se encuentra a 79,9 km al N de la capital provincial, Palencia. Se asienta en el valle del Valdavia, en el centro-norte de la provincia, y es surcado por dicho río en trayectoria N-S. El núcleo de población se encuentra a una altitud de 895 metros. Dista de la capital comarcal, Saldaña, en 20 km al este, y en 6 km al norte, de la capital del municipio, Buenavista de Valdavia. 
El núcleo de Arenillas de San Pelayo ocupa el sur del municipio de Buenavista. Limita al sur con Villaeles de Valdavia y con Villabasta de Valdavia. Al oeste lo hace con Valles de Valdavia, mientras que al este lo hace con Revilla de Collazos. Al norte lo hace con el vecino pueblo de Renedo de Valdavia, componente también del municipio de Buenavista.

### Clima
La situación del pueblo, en el extremo septentrional de la meseta norte, en una comarca intermedia entre Tierra de Campos y Montaña Palentina le confiere una variedad climática propia de ambos territorios. La temperatura media anual es de 9,5 °C y las precipitaciones anuales medias ascienden a 620 mm. 
Los inviernos son fríos (2,1 °C en enero) con frecuentes heladas. El tiempo en general es frío, propiciado por las pocas horas de sol. Son frecuentes en periodos anticiclónicos prolongados la formación de densas nieblas heladoras que suben desde el valle del Duero y que dejan los termómetros bajo cero durante jornadas, formando la llamada cencellada. Las nevadas son relativamente frecuentes (nieva unos 17 días al año), especialmente en los meses de enero (5 días) y febrero (4 días). 
El tiempo en verano, por el contrario, es suave y soleado (17,8 °C en julio), con temperaturas frescas por la noche que con frecuencia descienden a temperaturas de 5 °C o inferiores, mientras que sólo en las invasiones de aire cálido más intensas se consiguen superan los 30 °C. 
Las estaciones equinociales son en general largas e irregulares. La primavera es muy irregular, con probabilidad de nevadas, tormentas y fuertes aguaceros, de marzo a abril. Por el contrario el otoño es más apagado, son frecuentes los días con nubes que cubren el cielo y con precipitaciones de carácter débil o moderado. La nieve no suele aparecer hasta finales de noviembre por término medio. Las heladas son ya habituales desde la segunda quincena de octubre, pudiéndose adelantar, incluso, al mes de septiembre.
El viento predominante es del NE, frío todo el año, que ayuda a mitigar el calor en el verano y a hacer un poco menos llevadero si cabe, el frío durante el invierno. 
Los máximos de precipitación se alcanzan durante el otoño y el invierno. Estadísticamente llueve casi 1 de cada 4 días al año, aunque no hay una distribución regular: mientras que en diciembre llueve unos 10 días al mes, en julio lo hace sólo 3. El máximo de precipitación corresponde a los 69 mm de febrero, mientras que el verano en general suele ser seco, con un mínimo de 24 mm en julio. 
Máxima temperatura estimada: 37 °C (ago 2.003).
Mínima temperatura estimada: -24 °C (ene 1.971).
La última gran nevada tuvo lugar en el diciembre de 2004, cuando se superaron los 50 cm de espesor en el pueblo, con ventisqueros de hasta 60 cm en lugares adecuadamente expuestos.

## Edad Antigua y Prehistoria
Según las fuentes consultadas tenemos que remontarnos hasta el siglo III a. C. , cuando las tierras de la actual población de Arenillas de San Pelayo estaban ocupadas por la tribu de los tamáricos (tamaricos, camáricos o camaricos), tribu perteneciente a la Cantabria antigua, por tanto los antiguos pobladores fueron ineludiblemente cántabros, al menos hasta la invasión de la Península por los musulmanes, hasta el siglo VII.
La capital era Tamarica, o Kamarica, que los historiadores la sitúan en la actual Velilla del Río Carrión, al norte de la provincia de Palencia.
El origen del pueblo tamárico hay que situarlo en el Neolítico Final: este se ubica entre el año 2800 y 2300 a. C., y acto seguido se inicia la conocida como Edad de los Metales.
Su procedencia se cree que es indoeuropea, procedentes del norte del Danubio, (Mar Egeo, Macedonia, Bulgaria y Albania), de lengua desconocida actualmente. 
Los primeros pobladores de Arenillas de San Pelayo eran tribus matriarcales: las mujeres se dedicaban a atender las labores agrícolas y ganaderas, así como las caseras o domésticas, y los hombres se dedicaban a la caza, así como a defender los poblados de los ataques de las tribus vecinas. También saqueaban a las tribus de los vacceos, situados en la actual Tierra de Campos, en busca de cereales como el trigo y la cebada, abundantes en tierra Vaccea. No fue hasta el año 19 a. C. cuando cayeron bajo el dominio del Imperio Romano.
Se conoce que los primeros habitantes de Arenillas de San Pelayo adoraban las aguas, así como su culto sagrado a ellas, fuentes, manantiales y ríos.
Una vez ya bajo el Imperio Romano la población de Arenillas de San Pelayo fue romanizada, aceptando las costumbres y las leyes del pueblo Romano, y pasó a formar parte de la conocida Hispania.
Se desconocen modificaciones territoriales posteriores, hasta la invasión de España por los musulmanes en el año 711 d. C.
CONQUISTA MUSULMANA
A principios del año 712 d. C. la actual Arenillas de San Pelayo es conquistada por el caudillo militar musulmán Musá, y después de luchar contra Musá los pobladores de estas tierras huyen hacia la Montaña Palentina y hacia el interior de la actual Cantabria, abandonando y dejando despoblado el territorio.
REPOBLACIÓN
Entre el año 718 y 722 d. C. comienza la Reconquista de España, iniciada por el noble Don Pelayo en Asturias, y no es hasta 100 años más tarde las tierras donde se asienta actualmente Arenillas de San Pelayo son repobladas: aunque hubo varias repoblaciones se cree que los primeros habitantes llegaron del sur de la actual Navarra y por habitantes de la actual provincia de Vizcaya.
REINO DE CASTILLA
En el año 850 d. C. se establece el condado de Castilla, al norte de la provincia de Burgos limitando con la provincia de Álava, y en el año 1.065 se establece el reino de Castilla, pasando Arenillas de San Pelayo a formar parte de este reino.

## Primer asentamiento de Arenillas de San Pelayo
En el año 1132 se funda en Arenillas de San Pelayo una Casa Monástica, hospedería Monástica, cuyos primeros moradores no pertenecían a ninguna orden religiosa, fue fundada por las aportaciones o donaciones económicas de varios miembros de la familia Muñoz de Saldaña (Saldaña, provincia de Palencia), conocidos como los Muñoces. Dicha casa monástica se creó para dar cobijo y auxilio a los peregrinos de la época, peregrinos y personas de paso, se daba comida y techo, normalmente por un día o unos pocos días.
ORIGEN DE ARENILLEJAS
La fundación de la Casa Monástica obedece al sistema de repoblación durante la Reconquista de España. Junto a las Casas Monásticas o Monasterios se establecían gentes encargadas de cultivar las tierras, así como defender las incursiones árabes, de esta forma es como nace el primer poblado o pueblo de la actual Arenillas de San Pelayo, en el año 1132, y el primer pueblo de la comarca de la Valdavia.
El primer poblado, asentamiento o pueblo, se sitúa a unos 350/400 metros al sur de la Casa Monástica, y se conocía con el nombre de San Quirce de Arnillas, a orillas del río Valdavia, que por mala dicción derivó en San Quirce de Arniellas, San Quirce de Arenillejas, San Quirce de Arenillas, y se conocía como San Quirce o Arenillejas. Arenillejas es como se ha conocido popularmente a este asentamiento o pueblo.
Aunque no hay datos que lo confirmen se cree que las personas que ocupaban Arenillejas eran de origen asturiano, para ello debemos considerar el topónimo Arno, de donde procede Arnillas y Arniellas, aún hoy en día en discusión, que significa enjambre o colmena, y Arnillas o Arniellas podría significar colmenar, pudiendo derivar en San Quirce del Colmenar o San Quirce de la Colmena, posiblemente porque las personas de este primer pueblo dominaban el arte de la Apicultura.
En el año 1159 la familia de los Muñoces de Saldaña otorga carta de libertad a la Casa Monástica y pasó a manos de la congregación de los Premonstratenses, siendo su primer abad Pascasio, y desde el año 1168 continúa como abad Petrus Pelagius. Es entre estos años, entre 1159 y 1168, cuando comienza la construcción de la actual iglesia de Arenillas de San Pelayo, en honor a San Pelayo Mártir, que luego pasó a llamarse iglesia de San Pelayo de Arniellas.
Fundación
En el año 1528, se cree que debido a la precariedad por la que pasaba la iglesia de San Pelayo, incapaz de hacer frente a las reparaciones que necesitaba, la población de San Quirce de Arniellas, Arenillejas, compra la iglesia de San Pelayo, el pueblo de Arenillejas, así como las tierras y bienes pertenecientes a la iglesia de San Pelayo, y fue en ese mismo año cuando se construyó y comenzó a funcionar un hospital, ubicado frente a la iglesia, hospital que estuvo funcionando hasta el siglo XIX, desaparecido posiblemente por las desamortizaciones de ese siglo, de esta forma los habitantes de Arenillejas cambian su actual ubicación, Arenillejas, en 1528, por la nueva ubicación, la actual Arenillas de San Pelayo. Se cree que las primeras casas se empezaron a construir al lado del actual puente en dirección norte.
Se desconoce la causa del desplazamiento de la localidad, aunque se cree que pudo deberse principalmente a la construcción del hospital, y la cercanía del templo religioso.
En el censo de 1528 se le asignó el código municipal 34016.

## Historia
A la caída del Antiguo Régimen la localidad se constituye en municipio constitucional y que en el censo de 1842 contaba con 24 hogares y 133 vecinos. 
En 1845, Pascual Madoz detalla con mayor profusión, en su Diccionario geográfico-estadístico-histórico de España y sus posesiones de Ultramar lo siguiente:

« ARENILLAS DE SAN PELAYO y mas comunmente de ARRIBA ó DE LOS FRAlLES l con avunt en la prov de Palencia 42 leg part jud de Saldaña 2 4 2 adm de rent de Carrion de los Condes 5 iiuiterr y cg de Valladolid 20 dióc de Leon 4 7 si r á la márg der del r Valdavia en el llano que forma el valle de este nombre combatido de los vientos N al cualdanlos naturales el nombre de Cierzo frio siempre aun en el verano _0 llamado Gilllego mas cálidoque el anterior y S denominado de Abajo cual da con fi ecuencia lluvias provechosas para los sembrados el cuiui es benigno y salu atile iipesardeque sodesarrollan algunas fiebres intermitentes y pulmonias Componen pobl 50 casas _por lo regular de iin solo piso fábrica de interior que forman calles tortugsas casi desempedradas pero limpias por la naturaleza del Hay casa municipal con soportales un 1103110 consistenteen 0 fan de trigo oti o llamado Pio administrado 00m9 por el ayunt y _c_on 60 de la espresada especie una comun para los ninos de ambos sexos cuyo maestrosin percibe 250 rs porla temporada desetiembre á imyo en que estaabiertalaescue a y una igl parr sit a 200 del pueblo de arquitectura gotica de una sola nave y dedicadaáSaii Pelayo Martin la sirve un cura parroco que habita en una casa grande inmediata a la igl Tanto el como la casa pertenecieron antes al orden de premostratenses hijuela del su rimido conv de la misma órden existente en Betuerta dicba comunidad nombraba 2 religiosos para el servicio parr nno de los qne con el titulo de prior escinpeñaba la cura de almas La bula pontilicia que lBe concedió este privilegio prevenia que la cura de almas fuese desempeñada por saceidotes seculares pero los monges lo entendieron inal y á pe sar del ilustrado y celoso arcipreste D Alonso Florez Caiiren que habiendo descubierto este hecho lo denunció al diocesaiioen 4x20 continuaron en nombriirpara el curato presbiteros de la casa Confina el TÉRM Fpor el N con el de lienedo de Valdavia l Ii de leg i por el con los de Sta Maria del Monte 2 y ltevilla de Collazos l por S con los de Villabasta y Villaeles lli y por el 0 con el de Valles á igual dist dentro de el a un tiro de bala de fusil por la partedel0 selialla una fuente de piedra sin pirámide ni cerco llamada fuente del Lugar porque de ella se surten los vec es abundante sabrosa y delgada tria en verano y templada en invierno y de tales propiedades que no se ha verificado hacer daño á nadie aun cuando se beba en esceso otra mas abundante pero no de tanta bondad se encuentra en la misma direccion a I Sconocida con el nombre de Locillos Hacia el E se halla la fuente de Valtigero de agua muy lrin y recia Tambien se encuentra dentro del térm eldespoblado llamado Arenillejas ó San Quirce Quedó abandonado sin gue se sepa la causa porlos añosde lñiLhabiendo comprao el monasterio arriba mencionado y el pueblo las tierras ue comprendia á D Juan de Valderrábano como marido de Éoña Violante Castañeda en 20,000 mrs La igl la hizo derribar D Juan Miíio abad de Arenillas en liiïl por ser unode los compatronos aunque tenia cedido su derec ode presentar á los vec mediante la retribucion anual de M fan de pan terciado de trigo centeno y cebada de lo que seadeudase en la silla y cuando esta no alcanzase se obligaran los vec a reintegrar la falta el arcediano de Saldaíia dignidad de la Sta igl de Leon le convirtió en beneficio rural para un hijo suyo opúsose el abad y en el dia disfruta de diclio beneficio el seminario de San Froylan de Leon en virtud de HgFGÏilGÍOH otorgada por el llmo Si D CayetanoAAntonio Cua rillero pero con a cláusula dehaber de percibir solo la mitad de las rent quedando la otra mitad á beneficio del cura de Arenillas de San Pelayo por adm de sacramentos Cruza por el térm el r Valdavia en direcciondeN aS es de curso perrenne y tiene para su paso nn puente de madera de regular elevacion y poi el cual solo pueden pasar caballerias Con la acequia que en el térm de Renedo se toma de dicho r la cual llega tambien a la jurisd de Arenillas re ciben su impulso 2 molinos harineros uno de propios y otro de dominio particular El reuiiexo participa dellnuo yiiionte este es continuacion del llamado Gallillo abraza unas l t50 fan de las nales se cultivan 30 en general de mediana calidad La vega es liermosisima y muy conocida por los corpulentos olmos negrillosque produce de los cnalesson una muestra algunas piezas ue causan la admiracion de los inteligentes en el canal de astilla el bosque arbolado hácia el E consiste en leña delgada de roble y al 0 on escasos brezos útiles unos y otros solo para loshogiires Los CAMINOS son regulares los hay cruceros desde La Baüeza y Leon a Santander y desde Palencia á Liébana La coiiiicsroaonivcia la recibe en Saldaña los lunes jueves y sábados saliendo para Can ion los martes viernes y lunes por peaton riioo trigo centeno cebada avena garbanzos toda clase de legumbres menos yndias buen lino y hortalizas cria ganado vacuno caballar mular cabrio y lanar este último en mayor número hay caza de perdices codornices tórtolas liebres y algunos CONEJOS pesca detruchas barbos anguilas nutrias y ampreas lND os 2 molinos mencionados y telares de lieiizos ordinarios COMERCIO sobrante de granos y lino rona 24 vec 425 alm CAP rimo 26,075 rs un 939 El riinsuPuesro IUNlGlPAL asciende de 500 a 600 rs que se cubren con la renta de 3 pedazos de tierra labrantia un prado de guadaña el importe de la lenaly el molino de propios.»

A mediados del siglo XIX crece el municipio porque incorpora a Villabasta de Valdavia.
A finales del siglo XIX, disminuye el término del municipio porque independiza a Villabasta, la cual pasa a depender de Villaeles de Valdavia.
En 1975 se fusionan los antiguos municipios de Arenillas de San Pelayo, Buenavista de Valdavia y Renedo de Valdavia, siendo capital del nuevo municipio Buenavista de Valdavia.

## Geografía humana

### Demografía
| Gráfica de evolución demográfica de Arenillas de San Pelayo entre 1842 y 1970 |
| |
| Población de derecho según los censos de población del INE Población de hecho según los censos de población del INEEntre el censo de 1857 y el anterior, crece el término del municipio porque incorpora a 34202 (Villabasta) Entre el censo de 1877 y el anterior, disminuye el término del municipio porque independiza a 34202 (Villabasta) Entre el censo de 1981 y el anterior, este municipio desaparece porque se integra en el municipio 34037 (Buenavista de Valdavia) |

Evolución de la población en el siglo XXI
| Gráfica de evolución demográfica de Arenillas de San Pelayo entre 2000 y 2020 |
|                                                                               |
| Población de derecho (2000-2020) según el padrón municipal del INE            |

### Comunicaciones y transportes
Por el lado oeste del pueblo pasa la carretera provincial P-237, que comunica las poblaciones de Villasarracino y Buenavista de Valdavia, carretera reformada y asfaltada en tu totalidad a finales de 2006. A sólo 2 km al sur del municipio encontramos otra carretera provincial, la P-230, que viene a comunicar a los pueblos de la zona con Herrera de Pisuerga, comarca de Boedo-Ojeda, y cerca del límite con Burgos. La carretera desemboca en una de las vías de comunicación más importantes de la provincia, la P-225 Saldaña-Cervera de Pisuerga. 
Las comunicaciones para llegar a la ciudad de Palencia pasan por, o bien tomar la P-230 y después la P-225 hasta Saldaña, y de ahí coger la CL-615, o bien coger la P-237 hasta Villasarracino, coger la A-231 - Autovía del Camino de Santiago hasta Carrión de los Condes, y una vez allí acceder a la CL-615. Por cualquier camino, en Palencia se puede tomar la A-62 hasta Valladolid, y desde la capital regional hasta Tordesillas por misma carretera, hasta tomar la A-6 con dirección a Madrid y al sur. 
La autovía del Camino de Santiago - A-231 vertebra las comunicaciones transversales de la zona, pues es la salida natural desde Arenillas de San Pelayo hasta León y Galicia por el oeste, y Burgos al este, desde donde se distribuye la circulación en diversas direcciones (Madrid por la A-1), Barcelona y Zaragoza (N-120 hasta Logroño, y de ahí por la AP-68), País Vasco (AP-1).
Las comunicaciones con Cantabria se realizan a través de la A-67 en Herrera de Pisuerga (hasta ahí por la P-230).
Todos los días, de lunes a viernes excepto festivos, el pueblo tiene un autobús de la compañía Santibáñez que, cubriendo la ruta Cervera de Pisuerga-Palencia, hace parada por la mañana y lleva a los viajeros a la capital. En sentido inverso, la gente que viniendo de Palencia quieran detenerse en Arenillas lo hacen por la tarde. En sábados, el autobús sólo hace el viaje de ida hasta Palencia por la mañana, mientras que los domingos no hay servicio.
La estación de ferrocarril convencional más cercana se encuentra en Herrera de Pisuerga, a 26 km por la P-230. En la estación paran trenes RENFE regionales, así como el tren Madrid-Santander, aunque no en todos sus trayectos. Desde Herrera podemos enlazar directamente con pueblos de la franja oriental de la provincia de Palencia (Aguilar de Campoo, Osorno o Frómista), con poblaciones del sur de Cantabria (Reinosa, Mataporquera), con capitales de provincia (Palencia, Ávila, Santander, Valladolid, Madrid) y con la estación AVE de Valladolid-Campo Grande.
Aeropuertos con vuelos internacionales más cercanos: Valladolid-Villanubla (129 km); Santander-Parayas (153 km); Bilbao-Sondika (254 km) ; Madrid-Barajas (325 km).
Puertos más cercanos: Santander (154 km); Bilbao (260 km).

## El pueblo
En Arenillas encontramos hasta 63 viviendas, de las cuales más de la mitad (concretamente 33) tienen consideración de NO PRINCIPALES, esto es, no son habitadas permanentemente y para sus propietarios tienen la consideración de vivienda secundaria. Tienen consideración de vivienda PRINCIPAL un total de sólo 30 , las cuales son habitadas durante todo el año y son consideradas por sus detentores como primera residencia. Por otro lado, encontramos sólo una vivienda abandonada, y otra más en ruinas.
Según una descripción de 1909 de la Enciclopedia Universal Ilustrada Espasa-Calpe, Arenillas contaba 88 edificios con 249 habitantes en total: pertenecía a la diócesis de León, y destacaba su producción de cereales y vino y algunos telares de hilo.

## Turismo
- El teléfono de la oficina de turismo es: 979 895 015.
- La fiesta oficial se celebra en honor al patrón del pueblo, San Pelayo, durante la semana del 26 de junio.

### Patrimonio
- Su iglesia dedicada a San Pelayo, de estilo románico, es Bien de Interés Cultural desde 1978 y se encuentra dentro de Las Rutas del Románico Palentino que se abre todos los veranos de julio hasta octubre. El templo románico dedicado a San Pelayo es el espléndido resto de lo que fuera monasterio "dotado en 1132 por los familiares de Muño de Saldaña, que lo hicieron libre en 1159 y que pasó en 1168 a los premostratenses de Retuerta".[9] En 1573 la abadía quedó suprimida por su mala situación económica, uniéndose a Retuerta como priorato; son también de este siglo las primeras noticias que se tienen sobre un hospital cercano, aunque posiblemente existiese desde el siglo XIV. En el siglo XIX sufrió las consecuencias de la invasión francesa (saqueos, etcétera) y de la desamortización de Mendizábal de 1846 tras la cual pasó a ser parroquia y se desvinculó de Santa María de Retuerta. Desde 1947 funcionó, por breve tiempo, una preceptoría, un pequeño seminario en el que se cursaba el ingreso y primero de Humanidades para luego pasar al seminario de San Isidoro de León.

## Además
Ha participado en el programa Vivo Mi Pueblo de la Diputación de Palencia.
Cuenta con un centro social de día para el pueblo y alrededores, antiguo convento y situado anexo a la iglesia de San Pelayo; organizado y remodelado por iniciativa de la Junta Vecinal del pueblo y especialmente por el empeño de Don Esteban Vega Doncel, su presidente y alcalde, contando con las subvenciones recibidas por parte de la Comisión Provincial de Patrimonio de la Junta de Castilla y León en Palencia. En este lugar, desde 2007, se celebran en verano las jornadas de la Universidad Rural Paulo Freire, que ya va por su novena edición (2016) e incluye actividades artesanales (escriños, madera, bordados) e informática (fotografía digital).